# Symplecta stictica
Symplecta stictica är en tvåvingeart som först beskrevs av Johann Wilhelm Meigen 1818.  Symplecta stictica ingår i släktet Symplecta och familjen småharkrankar. Arten är reproducerande i Sverige.

## Underarter
Arten delas in i följande underarter:
- S. s. stictica
- S. s. angularis